# Polyrhachis diana
Polyrhachis diana är en myrart som beskrevs av Wheeler 1909. Polyrhachis diana ingår i släktet Polyrhachis och familjen myror. Inga underarter finns listade i Catalogue of Life.